# Йозеф Коц
Йозеф Коц (люксемб. Joseph Koetz; нар. 29 травня 1897, Еш-сюр-Альзетт — пом. 13 червня 1976, Еш-сюр-Альзетт) — люксембурзький футболіст, який грав на позиції захисника. Відомий за виступами у складі клубу «Фола» та у складі збірної Люксембургу.

## Біографія
Йозеф Коц народився в місті Еш-сюр-Альзетт. На клубному рівні з 1920 до 1928 року грав за команду «Фола». У 1920—1920 роках Коц грав також у складі національної збірної Люксембургу, грав у складі збірної на літніх Олімпійських іграх 1920 року та літніх Олімпійських іграх 1924 року. Був у складі збірної на літніх Олімпійських іграх 1928 року, проте цього разу на поле не виходив.
Помер Йозеф Коц у 1976 році в місті Еш-сюр-Альзетт.